# Himno a Bahía Blanca
El Himno a Bahía Blanca es el himno oficial de la ciudad de Bahía Blanca, provincia de Buenos Aires, Argentina. Fue escrito por Carlos Alberto Leumann y musicalizado por Pascual de Rogatis en 1928, con motivo de conmemorarse el centenario de la fundación de la ciudad. En 1999 fue adoptado oficialmente como himno por el Concejo Deliberante de la Municipalidad de Bahía Blanca.

## Historia
En noviembre de 1927 la Junta Ejecutiva de la Comisión Pro Centenario de Bahía Blanca convocó a un concurso para seleccionar la letra de un himno a la ciudad, que sería estrenado el 11 de abril de 1928 en conmemoración del centenario de la fundación de la Fortaleza Protectora Argentina por el coronel Ramón Bernabé Estomba.
El jurado, que estaba compuesto por el escritor Roberto J. Payró y los poetas Pedro Miguel Obligado y Álvaro Melián Lafinur, pese a recibir varias composiciones, declaró desierto el concurso en febrero de 1928 al considerar que:

"Todas las composiciones atestiguan fervoroso amor de sus hijos a la ciudad de Bahía Blanca, pero la expresión no es suficientemente feliz en ninguna de ellas."

El 19 de febrero de 1928 el jurado encargó la letra al poeta Carlos Alberto Leumann, quien menos de una semana después la entregó, resultando aprobada por unanimidad el día 26. La música fue encargada al compositor Pascual de Rogatis, quien entregó la partitura veinte días antes del estreno. Años luego, De Rogatis, que no era nativo ni residía en Bahía Blanca, expresó:

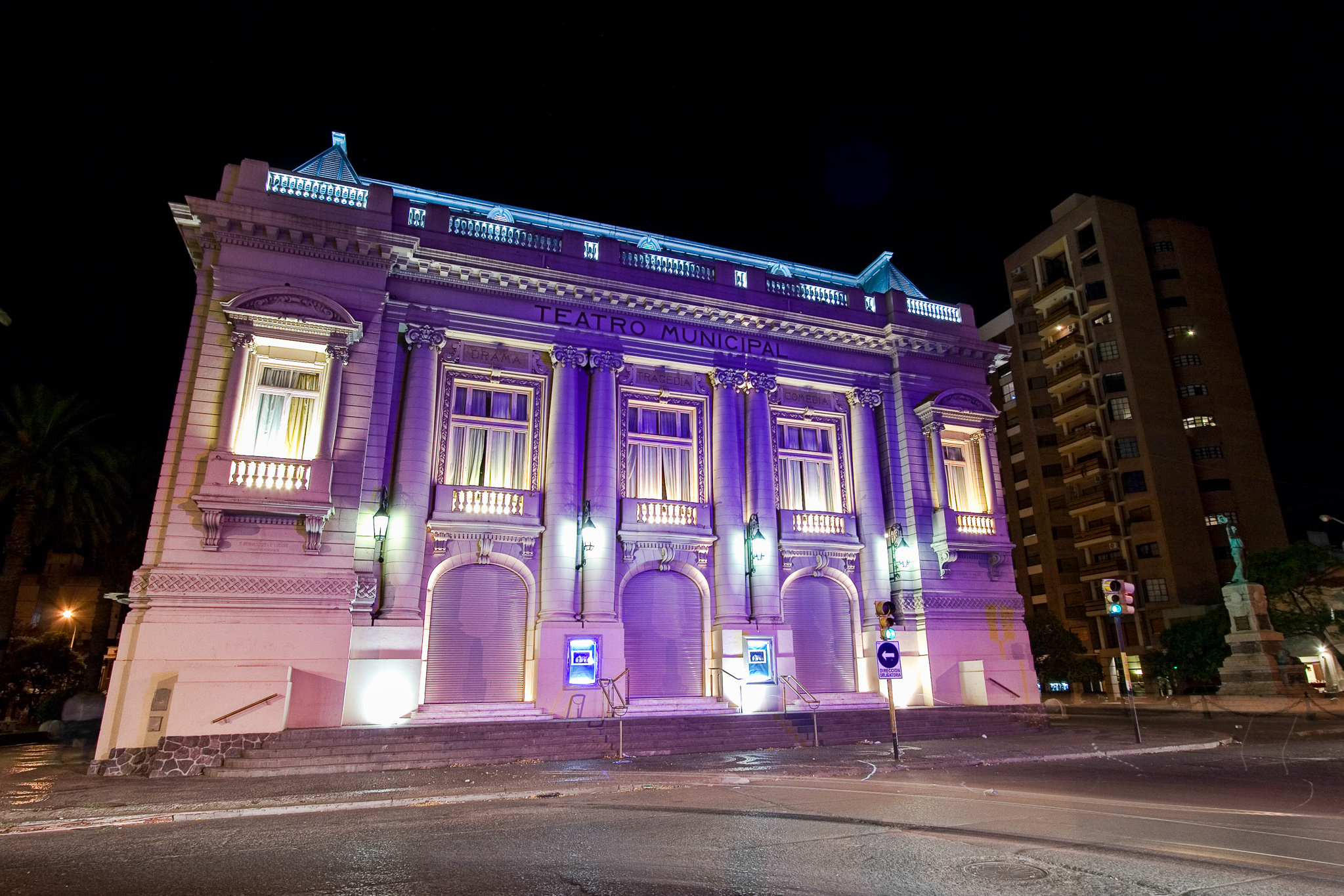
El himno fue estrenado en el Teatro Municipal de Bahía Blanca con motivo del centenario de la fundación de la ciudad.

"Compuse la música con mucho cariño, porque me gustaba la ciudad, la quería."

### Estreno
El himno fue estrenado en función de gala del Teatro Municipal de Bahía Blanca el 11 de abril de 1928, como parte de los festejos del centenario de la ciudad. Su ejecución estuvo a cargo de la orquesta del maestro Luis Bilotti y del coro de la Escuela Normal Mixta N° 3 "Bernardino Rivadavia".

### Modificaciones en la letra (1978)
Mediante resolución 148/78, y en coincidencia con la celebración del sesquicentenario de Bahía Blanca, la Dirección General de Cultura y Educación de la Provincia de Buenos Aires resolvió modificar la letra de la tercera estrofa del himno, suavizando sus términos. Dicha modificación nunca llegó a aplicarse.

Avanzada de luz, blanca aurora,
fue tu antiguo, tu heroico fortín
tú venciste la flecha del indio
conquistando la paz y el amor.

### Adopción oficial y supresión de la tercera estrofa
El Concejo Deliberante de Bahía Blanca sancionó el 9 de abril de 1999 la ordenanza número 10.469, mediante la cual se reconoció oficialmente como Himno a Bahía Blanca a la composición original de Carlos Alberto Leumann y Pascual de Rogatis "conforme el arreglo y orquestación introducidas por el maestro César Inchausti", aunque suprimiendo la tercera estrofa de la letra original. La normativa no hace referencia alguna al texto de 1978.
La aprobación de la norma se hizo a instancias del subsecretario de Cultura de la Municipalidad durante la intendencia de Jaime Linares, Ricardo Margo, quien opinó entonces:

La fundamentación era en principio en virtud de lo ofensivo de la letra hacia la comunidad indígena. Y como nuestro Himno Nacional había sufrido varias modificaciones, ya sea tanto por su extensión como por ofender a la nación española, me basé en el mismo principio.

No se trata de hacer indigenismos, ni de tergiversar la historia, ni negar nada. Tan sólo de no ofender cada vez que se canta la canción que representa a una ciudad, a los descendientes de quienes fueron los primeros habitantes de este lugar.

Luego de su oficialización, en el año 2000 el concejal Sergio Massarella, del Partido Justicialista, propuso que el himno se cantara a continuación del Himno Nacional Argentino en todas las celebraciones públicas realizadas en la ciudad.
En 2011 la concejal María Constanza Rivas Godio, de Propuesta Republicana, presentó un proyecto para que el himno se ejecutara en cada inauguración del período de sesiones ordinarias en el Concejo Deliberante.
En 2014, el concejal Matías Italiano, del Frente para la Victoria, propuso que el himno se emitiese al finalizar las transmisiones de las radios y canales de televisión afincados en la ciudad. El proyecto fue aprobado.
En 2016, en el acto inaugural del 33° Salón Anual de Arte en la Bolsa de Comercio de Bahía Blanca se ejecutó por error la versión original del himno, lo que motivó la protesta de grupos defensores de los derechos de los pueblos originarios, organizaciones gremiales y políticas.

## Letra original[16]
Himno a Bahía Blanca
Letra: Carlos Alberto Leumann
Música:  Pascual de Rogatis
Por nacer entre océano y pampa,
con el cielo por límite azul,
a infinita grandeza te orientas
y es tu nombre una imagen de luz.
Mensajero tal vez de los Andes
tu barranco se yergue ante el mar,
para un cóndor audaz cuyo vuelo
te llamase a progreso inmortal.
Avanzada de luz, blanca aurora,
fue tu antiguo, tu heroico fortín,
tú quebraste la flecha del indio,
humillando su hirsuta cerviz.
Avanzada de vida es ahora,
en la patria tu ingente labor;
por la patria tu impulso es un vuelo,
por la patria tu vida es amor.

Coro
Entre el mar infinito y la pampa,
vas creciendo, animosa ciudad,
y en la imagen de luz de tu nombre,
se presiente tu gloria mundial.

## Letra actual
Himno a Bahía Blanca
Letra: Carlos Alberto Leumann
Música:  Pascual de Rogatis
Por nacer entre océano y pampa,
con el cielo por límite azul,
a infinita grandeza te orientas
y es tu nombre una imagen de luz.
Mensajera, tal vez de los Andes,
tu barranco se yergue ante el mar,
para un cóndor audaz, cuyo vuelo
te llamase a progreso inmortal.
Avanzada de vida es, ahora,
en la patria, tu ingente labor;
por la patria, tu impulso es un vuelo;
por la patria, tu vida es amor.
Coro
Entre el mar infinito y la pampa,
vas creciendo, animosa ciudad,
y en la imagen de luz de tu nombre,
se presiente tu gloria mundial.